# Fortune Faded
«Fortune Faded» es un sencillo de los Red Hot Chili Peppers. Se lanzó en 2003, coincidiendo con el lanzamiento de "Greatest Hits". La canción, como "Save the Population", fue grabada en The Mansion, producida por Rick Rubin y la discográfica fue Warner Bros. Records. La canción se empezó tocando en algunos conciertos de agosto de 2001 en Europa, pero sin embargo no se incluyó en "By the Way", y fue regrabada exclusivamente para Greatest Hits. Uno de sus B-sides, "Bunker Hill", fue grabado para "Californication", mientras que el otro, "Eskimo", se grabó para "By the Way", ambos no habían sido lanzados previamente. La segunda versión del sencillo nunca se lanzó en Reino Unido por complicaciones de última hora. Además, esta segunda versión duraba tanto que no se podía considerar como un sencillo, ya que sobrepasaba los 20 minutos de duración.

## Lista de canciones

### CD sencillo #1 (2003)
1. «Fortune Faded» – 3:23
2. «Eskimo» – 5:31
3. «Bunker Hill» – 3:29

### CD sencillo #2 (2003)
1. «Fortune Faded» – 3:23
2. «Californication» (Remix de Ekkehard Ehlers) – 5:57
3. «Tuesday Night in Berlin» (Jam en vivo) - 14:22

- Datos: Q521899